# جان چرچر
جان چرچر (انگلیسی: John Churcher; ۹ سپتامبر ۱۹۰۵ – ۲ اوت ۱۹۹۷) فرد نظامی اهل بریتانیا بود. وی برندهٔ جوایزی همچون نشان حمام شده‌است.
او یک افسر ارشد ارتش بریتانیا بود که در طول جنگ جهانی دوم، فرماندهی تیپ ۱۵۹ پیاده را در طول نبرد در شمال غربی اروپا و بعداً فرماندهی لشکر ۳ پیاده را بر عهده داشت.